# Neohesperidina
La neohesperidina es una flavanona glucósido encontrada en los frutos cítricos. Su forma aglicona se llama hesperetina.